# 波列沃耶农村居民点
波列沃耶农村居民点（俄语：Полевское сельское поселение）是俄罗斯联邦犹太自治州十月区所属的一个农村居民点。其下辖有4个居民点，行政中心为波列沃耶。据2016年统计，该农村居民点的人口为1384人。